# Strażnica WOP Terespol
Strażnica Wojsk Ochrony Pogranicza Terespol – zlikwidowany podstawowy pododdział Wojsk Ochrony Pogranicza pełniący służbę graniczną na granicy polsko-radzieckiej.

Strażnica Straży Granicznej w Terespolu – zlikwidowana graniczna jednostka organizacyjna Straży Granicznej realizująca zadania bezpośrednio w ochronie granicy państwowej z Republiką Białorusi.

## Formowanie i zmiany organizacyjne
Strażnica została sformowana w 1945 w strukturze 30 komendy odcinka w Terespolu jako 140 strażnica WOP (Terespol) (w skali kraju) o stanie 56 żołnierzy. Kierownictwo strażnicy stanowili: komendant strażnicy, zastępca komendanta do spraw polityczno-wychowawczych i zastępca do spraw zwiadu. Strażnica składała się z dwóch drużyn strzeleckich, drużyny fizylierów, drużyny łączności i gospodarczej. Etat przewidywał także instruktora do tresury psów służbowych oraz instruktora sanitarnego.
23 grudnia 1945 140 strażnica WOP Terespol objęła ochronę wyznaczonego odcinka granicy państwowej.
W związku z reorganizacją oddziałów WOP, 24 kwietnia 1948 140 strażnica OP Terespol (w skali kraju) została włączona w struktury 21 batalionu OP w Terespolu, a 1 stycznia 1951 231 batalionu WOP we Włodawie.
W 1952 była jako 140 strażnica WOP Terespol (w skali kraju), w strukturach 231 batalionu WOP w Terespolu
Od 15 marca 1954 wprowadzono nową numerację strażnic}, a strażnica WOP Terespol III kategorii otrzymała nr 134 w skali kraju i była w strukturach 231 batalionu WOP w Terespolu.
Reorganizacja, jaką przechodziły Wojska Ochrony Pogranicza w czerwcu 1956, doprowadziły do likwidacji 23 Brygady i podległych jej pododdziałów. W miejsce zniesionej jednostki utworzono dwie samodzielne: Grupę Manewrową Wojsk Ochrony Pogranicza Tomaszów (Chełm) Lubelski i Samodzielny Oddział Zwiadowczy WOP Chełm do którego została włączona Placówka WOP Terespol. 1 maja 1957, na bazie Grupy Manewrowej i Samodzielnego Oddziału Zwiadowczego WOP zorganizowano 23 Chełmski Oddział WOP a od 1959 nadano 23 Oddziałowi nazwę regionalną: 23 Chełmski Oddział WOP
1 stycznia 1960 w Terespolu stacjonowała Placówka WOP nr 7 w strukturach 23 Chełmskiego Oddziału WOP 
1 stycznia 1964 w Terespolu stacjonowała Placówka WOP nr 7 w strukturach 23 Chełmskiego Oddziału WOP, który funkcjonował do 30 maja 1976.
1 czerwca 1976 w związku ze zmianą ochranianego odcinka, dyktowaną przez reformę administracyjną kraju i nowy podział na województwa odtwarzano brygady na granicy ze Związkiem Radzieckim. Na bazie 23 Chełmskiego Oddziału WOP sformowano Nadbużańską Brygadę WOP. W jej strukturach 1 czerwca 1976, na bazie Placówki WOP Terespol zorganizowano Strażnicę WOP Terespol.

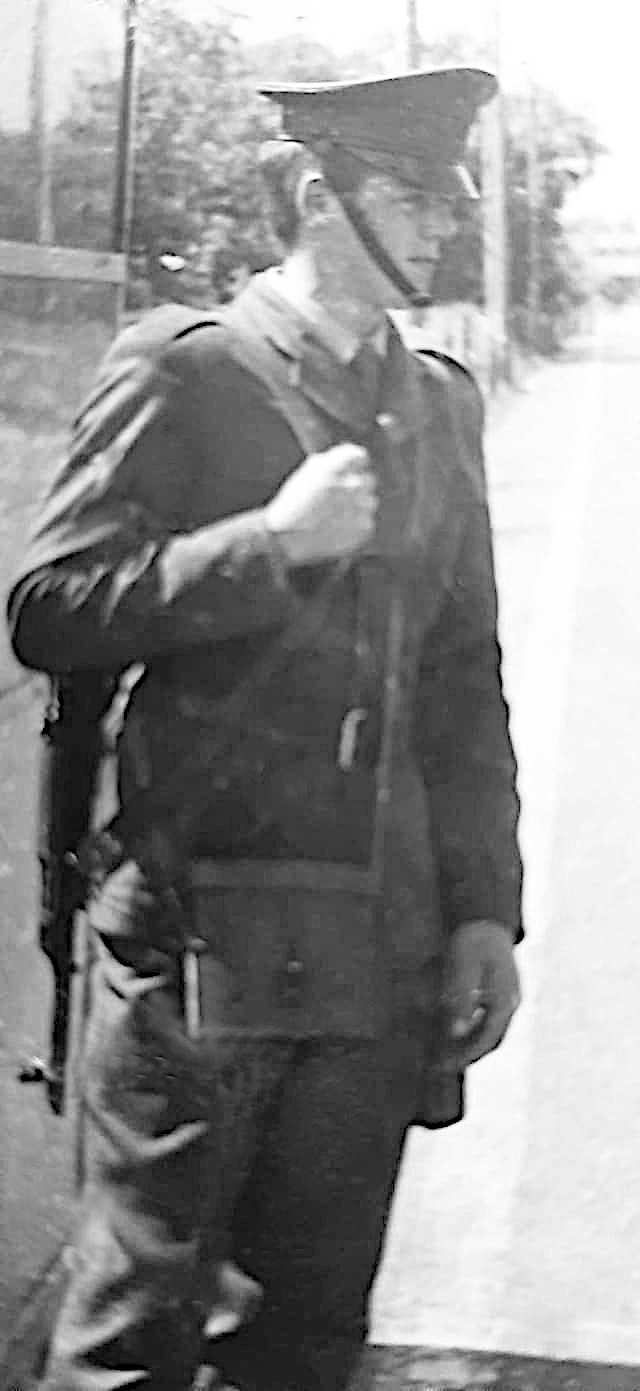
Element służby granicznej Strażnicy WOP Terespol (1985)

1 października 1989 rozformowana została Nadbużańska Brygada WOP, na jej bazie powstał Nadbużański Batalion WOP, a Strażnica WOP Terespol została włączona w struktury Podlasko-Mazurskiej Brygady WOP w Białymstoku i tak funkcjonowała do 15 maja 1991.
Straż Graniczna:
16 maja 1991 ochronę granicy państwowej przejęła nowo sformowana Straż Graniczna. Strażnica w Terespolu została włączona w struktury Nadbużańskiego Oddziału Straży Granicznej w Chełmie i przyjęła nazwę Strażnica Straży Granicznej w Terespolu (Strażnica SG w Terespolu).
W 2000 w ramach drugiego etapu począwszy od Komendy Głównej SG, Oddziałów SG i na końcu strażnic SG oraz GPK SG, rozpoczęła się reorganizacja struktur Straży Granicznej związana z przygotowaniem Polski do wstąpienia, do Unii Europejskiej i przystąpieniem do Traktatu z Schengen. Podczas restrukturyzacji wprowadzono kompleksową ochronę granicy już na najniższym szczeblu organizacyjnym tj. strażnica i graniczna placówka kontrolna. Wprowadzona całościowa ochrona granicy zniosła podział na graniczne jednostki organizacyjne ochraniające tylko tzw. „zieloną granicę” i prowadzące tylko kontrole ruchu granicznego. W wyniku tego, 15 października 2002, nastąpiło zniesie Strażnicy SG w Terespolu). Ochraniany przez strażnicę odcinek granicy, wraz z obiektami i obsadą etatową przejęła Graniczna Placówka Kontrolna Straży Granicznej w Terespolu (GPK SG w Terespolu).

## Ochrona granicy
W październiku 1945 w ramach tworzących się Wojsk Ochrony Pogranicza na odcinku strażnicy zostały utworzone Przejściowe Punkty Kontrolne Terespol:
- kolejowy – I kategorii[22], którego załoga wykonywała kontrolę graniczną osób, towarów oraz środków transportu w przejściu granicznym:
  - Terespol-Brześć (kolejowe), przy linii kolejowej Warszawa–Brześć–Moskwa[23]
- drogowy – III kategorii[22], którego załoga wykonywała kontrolę graniczną osób, towarów oraz środków transportu w przejściu granicznym:
  - Terespol-Brześć (drogowe), przy szosie Biała Podlaska–Brześć–Kobryń[23].

W 1960 7 placówka WOP Terespol ochraniała odcinek granicy państwowej o długości 63 750 m:
- Od znaku granicznego nr 1211 do znaku gran. nr 1298.

30 lipca 1984 na odcinku strażnicy została sformowana Graniczna Placówka Kontrolna Kukuryki będąca w strukturze organizacyjnej GPK Terespol, którego załoga wykonywała kontrolę graniczną osób, towarów oraz środków transportu w przejściu granicznym:
- Kukuryki-Kozłowiczy (drogowe)[24].

Straż Graniczna:
Strażnica SG w Terespolu ochrania wyłącznie odcinek granicy rzecznej z Republiką Białorusi przebiegającą środkiem koryta rzeki granicznej Bug

## Strażnice sąsiednie
- 139 strażnica WOP Krzyczew ⇔ 141 strażnica WOP Kodeń – 1946
- 139 strażnica OP Krzyczew ⇔ 141 strażnica OP Kodeń – 24.04.1948
- 139 strażnica WOP Krzyczew ⇔ 141 strażnica WOP Kodeń – 1952
- 133 strażnica WOP Krzyczew ⇔ 135 strażnica WOP Kodeń – 15.03.1954
- 8 placówka WOP Janów Podlaski ⇔ 6 placówka WOP Sławatycze – 01.01.1960
- 8 placówka WOP Janów Podlaski ⇔ 6 placówka WOP Sławatycze – 01.01.1964
- strażnica WOP Janów Podlaski ⇔ strażnica WOP Sławatycze – 01.06.1976[15]
- strażnica WOP Janów Podlaski ⇔ strażnica WOP Sławatycze – 1990[16]

Straż Graniczna:
- Strażnica SG w Janowie Podlaskim ⇔ Strażnica SG w Sławatyczach – 16.05.1991[26]
- Strażnica SG w Janowie Podlaskim ⇔ Strażnica SG w Kodniu – 29.11.1997[27].

## Dowódcy/komendanci strażnicy
- por. Tadeusz Klusa (był w 1946)[28]
- Waldemar Czekiel p.o. (10.08.1977–06.07.1978)[29]
- ppor./por. Kazimierz Paluch (16.09.1984–był 31.07.1990)[30].